# Korynia texensis
Korynia texensis är en mångfotingart som beskrevs av Chamberlin 1941. Korynia texensis ingår i släktet Korynia och familjen storjordkrypare. Inga underarter finns listade i Catalogue of Life.